# إيرنستس جولبيس
Ernests Gulbis (ينطق [ærnəsts gulbis]، ولد في 30 آب / أغسطس، 1988) هو لاعب التنس اللاتفي. واعتبارا من 13 تشرين الأول / أكتوبر، عام 2008، قد حصد المرتبة الرابعة والخمسون في العالم في الفردي للرجال. في عام 2008 جولبيس فاز أول بطولة له مع اللاعب شوتلر في الزوجي في بطولة هيوستن. كما يسلط الضوء على حياته المهنية وتشمل ظهور ربع النهائي في بطولة فرنسا المفتوحة للتنس 2008، حيث خسر المباراة لصالح نوفاك ديوكوفيتش، وظهور له في الدور الرابع في الولايات المتحدة المفتوحة عام 2007.
Gulbis يدربه حاليا كارل هاينز ويتر. وكان يدربه سابقا نيكولا بيليتش، لاعب التنس الكرواتي السابق والقائد لـ كرواتيا وألمانيا في بطولة Davis Cup وتدرب في أكاديمية نيكي بيليتش للتنس في ألمانيا وبدأ التدريب في عمر الثانية عشر.

## روابط إضافية
- إيرنستس جولبيس على موقع رابطة محترفي التنس (الإنجليزية)
- إيرنستس جولبيس على موقع الاتحاد الدولي لكرة المضرب (الإنجليزية)
- إيرنستس جولبيس على موقع كأس ديفيز (الإنجليزية)
- إيرنستس جولبيس على موقع خلاصة التنس.كوم (الإنجليزية)
- إيرنستس جولبيس على موقع إي إس بي إن.كوم (الإنجليزية)
- إيرنستس جولبيس على موقع اللجنة الأولمبية الدولية (الإنجليزية)
- إيرنستس جولبيس على موقع أوليمبيديا (الإنجليزية)
- إيرنستس جولبيسعلى موقع اللجنة الأولمبية اللاتفية (مؤرشف) (اللاتفية)
- Gulbis Recent Match Results
- Gulbis World Ranking History
- Ernests Gulbis statistics at tennisinsight.com
- Ernests Gulbis Davis Cup statistics